# Alternative (corrida)
Pour les articles homonymes, voir Alternative.

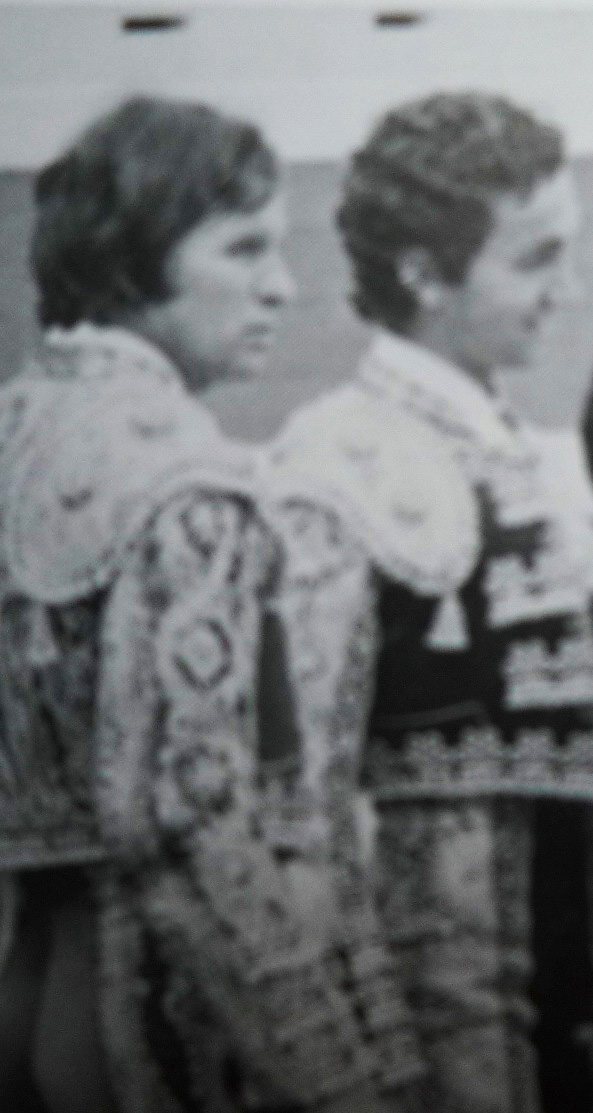
Richard Milian (à droite) le jour de son alternative à Dax avec son témoin El Cordobés. Son parrain Paco Camino n'apparaît pas ici.

L’alternative est, à la corrida, la cérémonie au cours de laquelle le novillero (matador débutant) acquiert le grade de matador de toros.

## Présentation
Au cours de cette corrida particulière, le matador le plus ancien offre au jeune torero son épée, sa muleta et son premier taureau : le premier taureau, lorsque le président fait sonner le troisième tercio, en principe, devrait être combattu par le matador plus ancien. Lors de l’alternative, le parrain (matador le plus ancien) cède sa place au plus jeune. Le premier taureau est donc combattu par ce dernier. Le deuxième taureau est combattu par le matador le plus ancien, le troisième par le deuxième d’ancienneté. À compter du quatrième taureau, l’ordre normal reprend : le quatrième taureau est combattu par le matador le plus ancien, le cinquième par le deuxième matador, le sixième par le plus jeune.

## Historique
Au XIXe siècle la validité des alternatives prises ailleurs qu’à Madrid était contestée : selon certains, seules les alternatives madrilènes étaient valables. Aujourd’hui, toutes sont valables, même celles prises en France. Ces dernières ont longtemps été considérées comme nulles en Espagne, même après que celles prises ailleurs qu’à Madrid ont été universellement considérées comme valables.

## Confirmation
Si l’alternative a été prise ailleurs qu’à Madrid, lorsque le nouveau matador vient pour la première fois dans la capitale espagnole, il doit la « confirmer » au cours d’une cérémonie identique à celle de l’alternative. Il en est de même au Mexique, pour les matadors n’ayant pas pris l’alternative à Mexico.
Depuis 2006, dans les arènes de Nîmes, puis dans toutes les arènes françaises de première catégorie : Arles, Béziers, Vic-Fezensac, Bayonne, Dax et Mont-de-Marsan, les matadors ont l'obligation de confirmer leur alternative.

## Alternatives sans «cession destrastos»
Jusqu’au milieu du XIXe siècle, nombre de matadors ont acquis leur titre sans qu’ait eu lieu la cérémonie de l’alternative, la « cession des trastos » (les « instruments », l’épée et la muleta) : le seul fait de participer à une corrida en qualité de matador suffisait à conférer le titre. Il semble que le premier matador à s’être fait « céder les trastos » soit José Candido Esposito à Madrid en 1758, et que le dernier à avoir eu une « alternative sans cession des trastos » soit José Negrón à Madrid en 1871.